# Joan Weldon
Joan Weldon, all'anagrafe Joan Louise Welton (San Francisco, 5 agosto 1930 – Fort Lauderdale, 11 febbraio 2021), è stata un'attrice e cantante statunitense.

## Biografia
Joan Weldon iniziò la sua carriera come cantante al San Francisco Opera. Notata da un agente della Warner Brothers, agli inizi degli anni cinquanta intraprese una breve ma intensa attività cinematografica, prendendo parte a film di stampo prettamente musicale, come Sogno di Bohème (1953) e Così parla il cuore (1954), ma anche a western e film di fantascienza come Assalto alla Terra (1954) di Gordon Douglas.
Alla fine del decennio lascio gli schermi per il teatro, recitando in musical come The Music Man (1960), al fianco di Forrest Tucker, e Oklahoma! (1962), accanto a Fess Parker, dopodiché si ritirò a vita privata per dedicarsi alla famiglia.

## Filmografia

### Cinema
- I pirati della metropoli (The System), regia di Lewis Seiler (1953)
- Sogno di Bohème (So This Is Love), regia di Gordon Douglas (1953)
- Lo straniero ha sempre una pistola (The Stranger Wore a Gun), regia di André De Toth (1953)
- L'invasore bianco (The Command), regia di David Butler (1954)
- L'assedio di fuoco (Riding Shotgun), regia di André De Toth (1954)
- Assalto alla Terra (Them!), regia di Gordon Douglas (1954)
- Così parla il cuore (Deep in my Heart), regia di Stanley Donen (1954)
- Lo sceriffo senza pistola (The Boy from Oklahoma), regia di Michael Curtiz (1954)
- L'uomo della legge (|Gunsight Ridge), regia di Francis D. Lyon (1957)
- La legge del fucile (Day of the Bad Man), regia di Harry Keller (1958)
- Pietà per la carne (Home Before Dark), regia di Mervyn LeRoy (1958)

### Televisione
- Have Gun - Will Travel – serie TV, episodio 1x22 (1958)
- Maverick – serie TV, episodio 1x24 (1958)

## Doppiatrici italiane
- Micaela Giustiniani ne I pirati della metropoli, Sogno di bohème, L'invasore bianco
- Renata Marini ne Lo straniero ha sempre una pistola, L'assedio di fuoco, Assalto alla Terra
- Fiorella Betti ne La legge del fucile